# 東北矯正管区
東北矯正管区（とうほくきょうせいかんく）は、法務省矯正局が所管している日本に8つある矯正管区の1つ。2025年4月1日までは仙台矯正管区という名称が使用されていた。

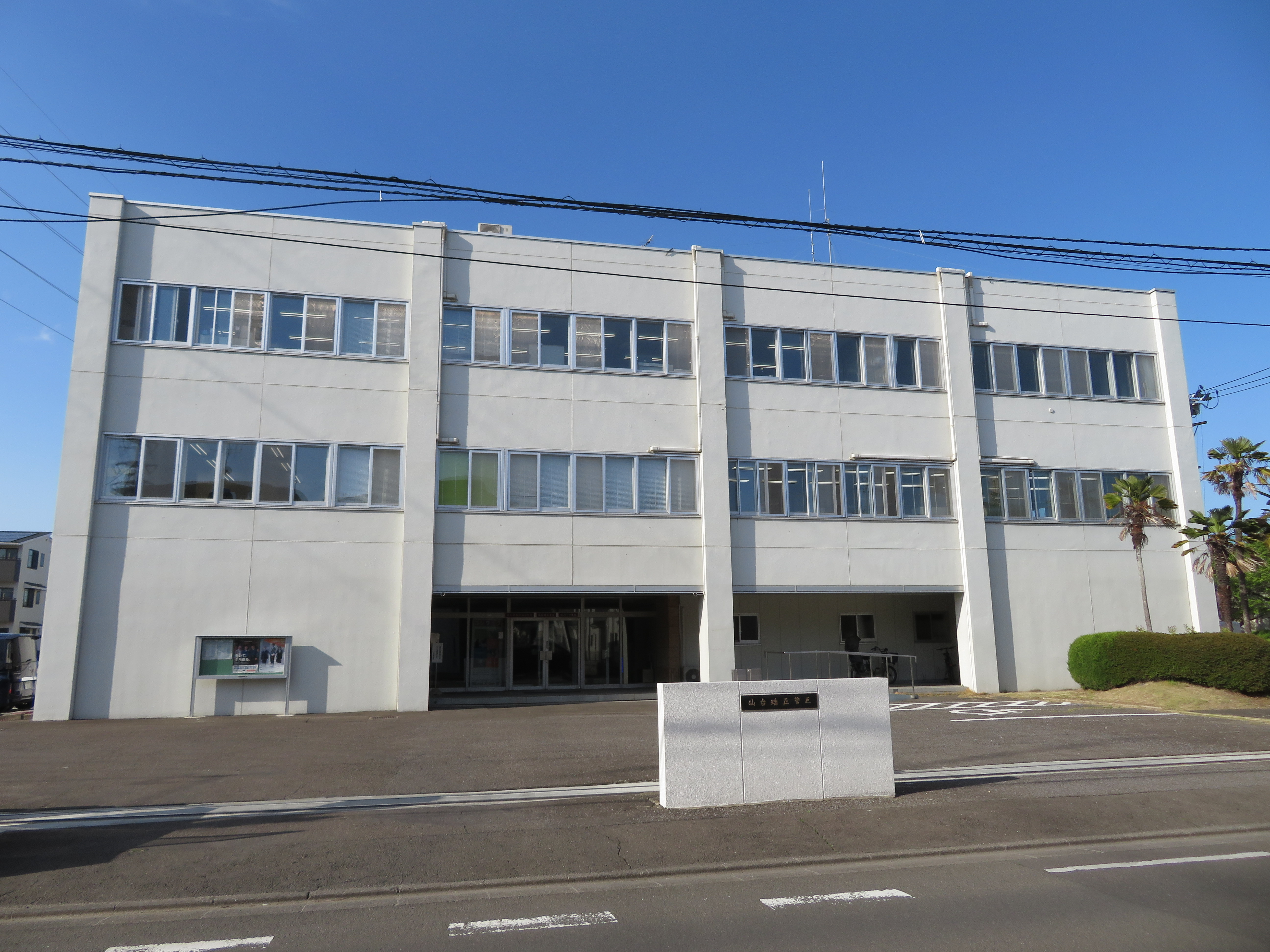
仙台矯正管区

## 所管
青森県・岩手県・宮城県・秋田県・山形県・福島県の東北6県にある行刑施設・少年施設の監督

## 所在地
- 宮城県仙台市若林区古城三丁目23番1号

## 所管施設一覧

### 行刑施設（刑務所・拘置所）
- 青森刑務所
- 宮城刑務所
- 秋田刑務所
- 山形刑務所
- 福島刑務所
  - 福島刑務支所
- 盛岡少年刑務所

### 少年施設（少年院・少年鑑別所）
- 盛岡少年院
- 東北少年院
  - 青葉女子学園
- 青森少年鑑別所
- 盛岡少年鑑別所
- 仙台少年鑑別所
- 秋田少年鑑別所
- 山形少年鑑別所
- 福島少年鑑別所